# 魏公村站
魏公村站是一个位于中国北京市海淀区紫竹院街道与北下关街道交界中关村南大街、魏公村路、学院南路交叉口，属于北京地铁4号线的地铁车站，于2009年9月28日随着4号线正式开通投入运营。该站工程名为“学院南路”站，后来更名为“魏公村”站。站名取自於當地的地名「魏公村」。

## 位置
魏公村站位于中关村南大街（南北向）同魏公村路－学院南路（东西向）交汇路口以北，沿中关村南大街呈南北向布置。

## 结构
魏公村站为地下二层车站，岛式站台设计，采用明挖施工。车站主色调为黄色，站内方立柱设计采用暗红、褐色马赛克及石材装饰。

### 车站楼层
| G                 | 地面 | 出入口 |
| B1                | 站厅 | 自动售票机、客务中心 |
| B2                | 站台 | \| \| \| █ 4号线往安河桥北（人民大学） \| \| 島式 · 開左邊车门 \| \| \| \| \| \| █ 4号线往天宫院（大兴线）（国家图书馆） \| |
|                   |      | █ 4号线往安河桥北（人民大学）                                                                                               |
| 島式 · 開左邊车门 |      | |
|                   |      | █ 4号线往天宫院（大兴线）（国家图书馆）                                                                                     |

- 魏公村站站厅（2017年11月摄）
- 4号线魏公村站站台（2013年11月摄）往国家图书馆站方向

### 站台
魏公村站设有1个岛式站台，位于中关村南大街地底。

## 出入口
魏公村车站拥有3个出入口：西北 (A)、东北 (B)、西南 (D)。 A口有直升电梯。各出入口均设有指示牌显示出入口周边的建筑物及设施列表。
|                       |              | |      |            |
| 编号                  | 指示         | 建议前往的目的地                                                                                                   | 照片 | 无障碍设施 |
| 出口 · A · 升降机标志 | 中关村南大街 | 中关村南大街（西侧）、北京理工大学、海淀科技大厦                                                                   |      |            |
| 出口 · B              | 中关村南大街 | 中关村南大街（东侧）、中国农业科学院、中日农业技术研究发展中心                                                     |      | 不適用     |
| 出口 · D              | 魏公村路     | 魏公村路（北侧）、中央民族大学、北京外國語大學、国家开放大学实验学院、解放军艺术学院、魏公村小学、北京大学口腔医院 |      | 不適用     |
| 註： 設有             |              | |      |            |

## 外部連結
- 魏公村站 （页面存档备份，存于）－北京市地铁运营有限公司官方网站